# Władysław Konrad Ostaszewski
Władysław Konrad Ostaszewski (ur. 1844, zm. 1901)  – przedstawiciel środowiska inteligencji warszawskiej okresu Młodej Polski, znany z portretu pędzla Władysława Podkowińskiego w kolekcji Muzeum Narodowego w Warszawie.
Urodził się w 1844 roku w miejscowości Czerwona w guberni kijowskiej jako syn Jakuba Ostaszewskiego herbu Ostoja i Tekli z Żurakowskich. Po ukończeniu studiów przyjął posadę urzędnika Kolei Warszawsko-Wiedeńskiej w Warszawie. W 1874 roku ożenił się w Warszawie z Florianą Serafiną Pleszczyńską.
W 1892 roku prekursor impresjonizmu w Polsce, Władysław Podkowiński, stworzył jego portret, który znajduje się w zbiorach Muzeum Narodowym w Warszawie. Namalowany olejem na płótnie, o wymiarach 59 cm. x 48 cm., obraz przedstawia mężczyznę w średnim wieku, en face, z wąsami, w palcie i futrzanej czapce.
Zmarł 14 marca 1901 roku w Warszawie. Miał młodszego brata, Zygmunta Atanazego, urodzonego w 1847 roku.